# 沈維毗
沈维毗（1579年—？），字應尹，號任菴，福建漳州府长泰县人，軍籍，明朝政治人物。

## 生平
万历二十五年（1597年）丁酉科福建乡试举人，三十五年（1607年）丁未科進士，兵部觀政，本年六月授嘉兴府推官，三十七年丁憂，四十二年補鳳陽府推官，四十六年升南文选司主事，泰昌元年升稽勲司郎中，五年升湖廣郴桂兵备副使，六年改廣東琼州兵备副使，七年升江西参政，崇祯二年丁憂。

## 家族
曾祖沈彦璞。祖父沈纯仁。父沈時畏。嫡母葉氏，継母潘氏，生母黄氏。具庆下。兄维翰。弟维襄（监生）、维牧（监生）。
女沈云洁，字瑜卿，诗人，有《阳云楼诗》一卷。